# Рсаево
Рсаево (баш. Рсай) — село в Илишевском районе Башкортостана, административный центр Рсаевского сельсовета.

## Географическое положение
Расстояние до:
- районного центра (Верхнеяркеево): 11 км,
- ближайшей ж/д станции (Буздяк): 97 км.

## История
Село было основано башкирами Кыр-Еланской волости Бирского уезда Оренбургской губернии на собственных вотчинных землях.

## Население
| 2002 | 2009 | 2010 | 2012 | 2013 | 2014 | 2015 |
| ---- | ---- | ---- | ---- | ---- | ---- | ---- |
| 928  | ↗942 | ↘926 | ↘915 | ↗929 | ↘916 | ↘914 |
| 2016 | 2017 |      |      |      |      |      |
| ↘900 | ↘894 |      |      |      |      |      |

Национальный состав
Согласно переписи 2002 года, преобладающая национальность — башкиры (98 %).

## Религия
В селе есть мечеть.